# Sedekion
Sedekion (řecky: Σεδεκίων, také známý jako Sedek Cařihradský; † 114) byl biskup Byzantionu.
Na biskupa byl vysvěcen roku 105 a byl nástupcem biskupa Plútarcha. V pozici biskupa sloužil 9 let do roku 114. Během jeho episkopátu došlo k pronásledování křesťanů císařem Traianem.